# 马恩河谷省
马恩河谷省（法語：Val-de-Marne，法語：[val də maʁn] ⓘ），或音译为瓦勒德马恩省，是法國法蘭西島大區所轄的省份。该省位于巴黎东南方。該省編號為94。该省得名于马恩河。总面积245平方公里 (95平方英里)，总人口135万4005 (2013年)，人口密度5477人/平方公里 。
它东北部与塞纳-圣但尼省接壤，东部与塞纳-马恩省接壤，南部与埃松省接壤，西部与上塞纳省接壤，西北部与巴黎省接壤。
它的省份编号是94。

## 历史

1968年拆分前的塞纳省，马恩河谷省位于东南部

马恩河谷省于1968年1月1日根据1964年7月10日的法律根据1965年2月25日的执行法令成立，从前塞纳省东南部（29个市镇）和塞纳-瓦兹省的一小部分（18个市镇）开始。
与塞纳-圣但尼省不同，马恩河谷省是一个对比鲜明的省份，包括所有对立的地区，包括前红色地带的许多市镇，以及更多的住宅市镇（马恩河畔）或更多的城郊市镇，以乡村和森林空间的历史为标志（来自前塞纳-瓦兹省的市镇）。在该省成立时，它有1,121,319名居民，主要居住在19世纪末至20世纪30年代建造的小型郊区小屋和二战后开始建造的大型建筑群中。省会克雷泰伊受益于一项特殊的城市规划计划：“新克雷泰伊”。
成立该部的政治赌注是将领土边缘的富裕人口与中心的工人人口混合起来，以便让右翼政党有机会控制省议会。因此，这是一个政治建构。
这一赌注在1970年的地方选举中获胜，戴高乐名单在地方选举中获胜。共和国民主联盟的罗兰·南热塞取代共产党人加斯东·维安成为省议会主席（省议会第一任主席，出人意料地当选）。然而，1976年3月18日，共产党人米歇尔·热尔马（Michel Germa）当选为省议会主席，该省在1976年州选举中转向左翼。共产党的影响力正在减弱，但在1992年第一轮州选举中，共产党名单仍占21.18%，在该省仍然很强大。因此，法国共产党仍然是一个明显向左倾斜的省的第一号政治力量。米歇尔·热尔马于2001年3月23日被同为共产党的克里斯蒂安·法维耶取代。但在2021年，右翼再次赢得由奥利维耶·卡皮塔尼奥（共和党）领导的省议会。
然而，重要的是要注意到，至少在1982年的权力下放法律之前，该省在区域化背景下的真正试点是省长：马恩河谷省副省长保罗·卡穆斯（1964-1967年），然后是马恩河谷省省长吕西安·拉尼耶（1967-1974年），以及随后的省长。

## 地理

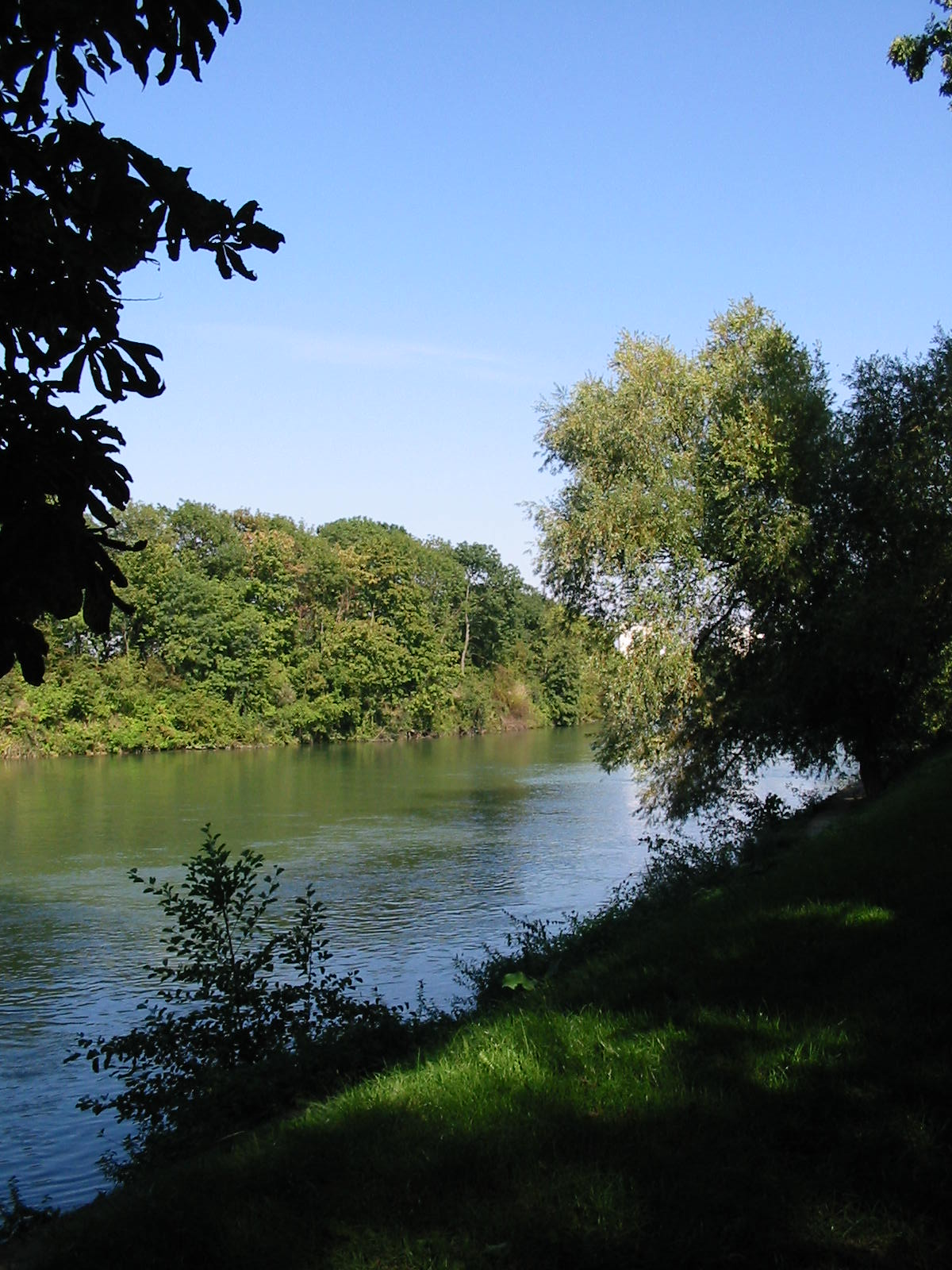
流经省内的马恩河

马恩河谷省位于法国北部。这是一个冲积平原，塞纳河和马恩河在沙朗通勒蓬和阿尔福维尔之间汇合。除了塞纳河和马恩河，比耶夫尔河、雷韦永河和莫尔布拉斯河也流经该地区。平均海拔50米，巴黎约30米，维勒瑞夫高原126米。
位于巴黎郊区的这个省已经高度城市化，但在东南部布里高原的斜坡上保留了一些罕见的农业空间。2013年，人口密度不均衡，万塞讷26,018人/平方公里，圣芒代23,398人/平方公里。相对的努瓦索只有1047人/平方公里，佩里尼895人/平方公里。桑特尼仅为367人/平方公里。
20世纪70年代，一本地理杂志（《马恩河谷省画像》）致力于该省的研究：涵盖了与地方和部门、自然环境、农业、城市规划、工业、历史和服务（交通、信息技术、信息技术）相关的许多主题。

### 气候
马恩河谷省的气候为海洋性气候，具有半大陆色调。冬季平均温度几乎总是高于3 °C，夏季平均温度低于30 °C。这种温和的温度是海洋性的。马恩河谷省平均每年接收不到650毫米的水。秋季降雨，夏季以雷雨的形式出现最大值。雪很罕见：平均每年不到11天。高度城市化通过变暖影响气候，空气污染导致全球太阳辐射损失15-20%。
影响该省的最新天气事件包括1999年12月26日早上6点左右奥利的风暴，最高时速173公里，以及2003年8月的热浪，死亡率高达171%，为法国最高。

## 人口
2022年，该省有1,419,531名居民，与2016年相比增长了+3%（法国不包括马约特：+2.11%）。
2013年，25.7%的人口年龄在20岁以下，55.8%的人口在20至59岁之间，13.8%年龄在65岁或以上。2013年，马恩河谷省有64,944名来自欧盟的移民和205,498名来自欧盟以外国家的移民，占移民人口的20.0%。
该省人口最多的两个市镇是塞纳河畔维特里和克雷泰伊，都超过9万人。

## 经济

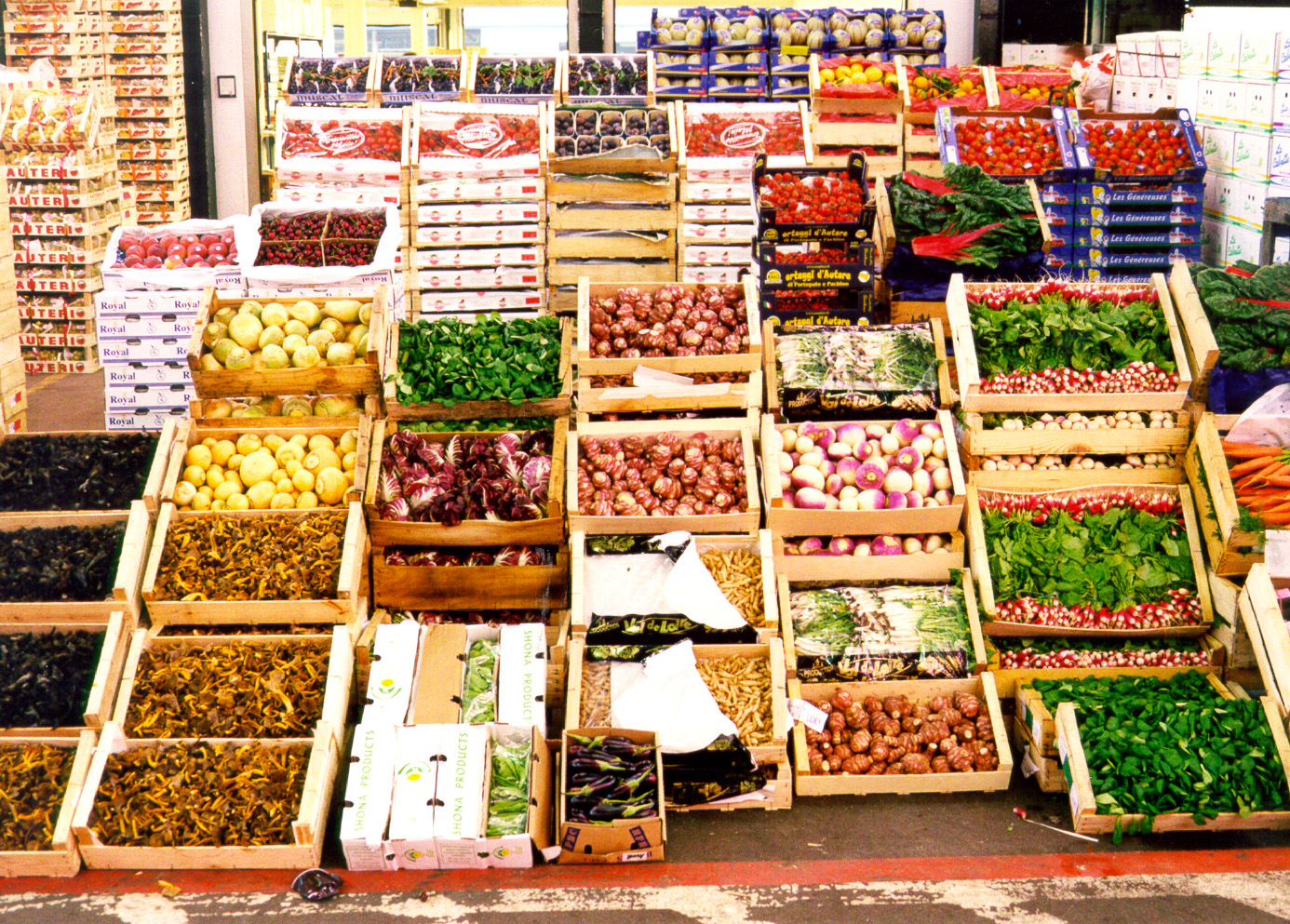
位于兰日斯的国际商场

经济活动主要集中在奥利-兰日斯城市群。活动部门专注于电影和医疗保健，集中了著名的医院和研究中心（特别是位于克雷泰伊的亨利·蒙多尔本科医院和位于维勒瑞夫的古斯塔夫-鲁西研究所；在临床医学方面，马恩河谷省是继巴黎之后全国第二大医院）。2004年，失业影响到该省11.5%的人口，各市镇之间差异很大，瓦朗通、塞纳河畔伊夫里、塞纳河畔维特里和奥利的失业率达到16%至19%。然而，奥利城市群是法兰西第二大就业区，拥有60,000个就业岗位。但在1994年至1997年期间，该工厂失去了16,000多个工业岗位。这种去工业化运动伴随着第三产业的大幅增长。第三个巴黎机场项目的休止通过第三个航站楼的建设项目重新启动了奥利机场。物流是该省的优势之一，这得益于巴黎郊区良好的各种运输基础设施：航空、公路、铁路和河流。兰日斯的国际市场充分利用了这些机会。
在比耶夫尔河谷，一些地区被高科技占据。在这个河谷的27个市镇中，有10个位于马恩河谷省。
另一项重要的活动，但这次是基于一个多世纪的悠久传统：电影。马恩河环路特别关注这项活动，从而使圣莫里斯和茹安维尔工作室的记忆永存。马恩河谷省在法国101个省中排名第四，平均工资为2,944欧元（2015年）。

## 政治
《世界报》（Le Monde）指出，“凭借其无与伦比的社会住房率、市政剧院和电影院、夏令营和国际团结，马恩河谷省的市政当局一直是‘市政共产主义’的核心。”
不过从2021年开始，省委员会由右翼的奥利维耶·卡皮塔尼奥领导。

### 行政区划
马恩河谷省有47个市镇，分布在三个区：克雷泰伊、拉伊莱罗斯和马恩河畔诺让。省会位于克雷泰伊。

## 文化和旅游

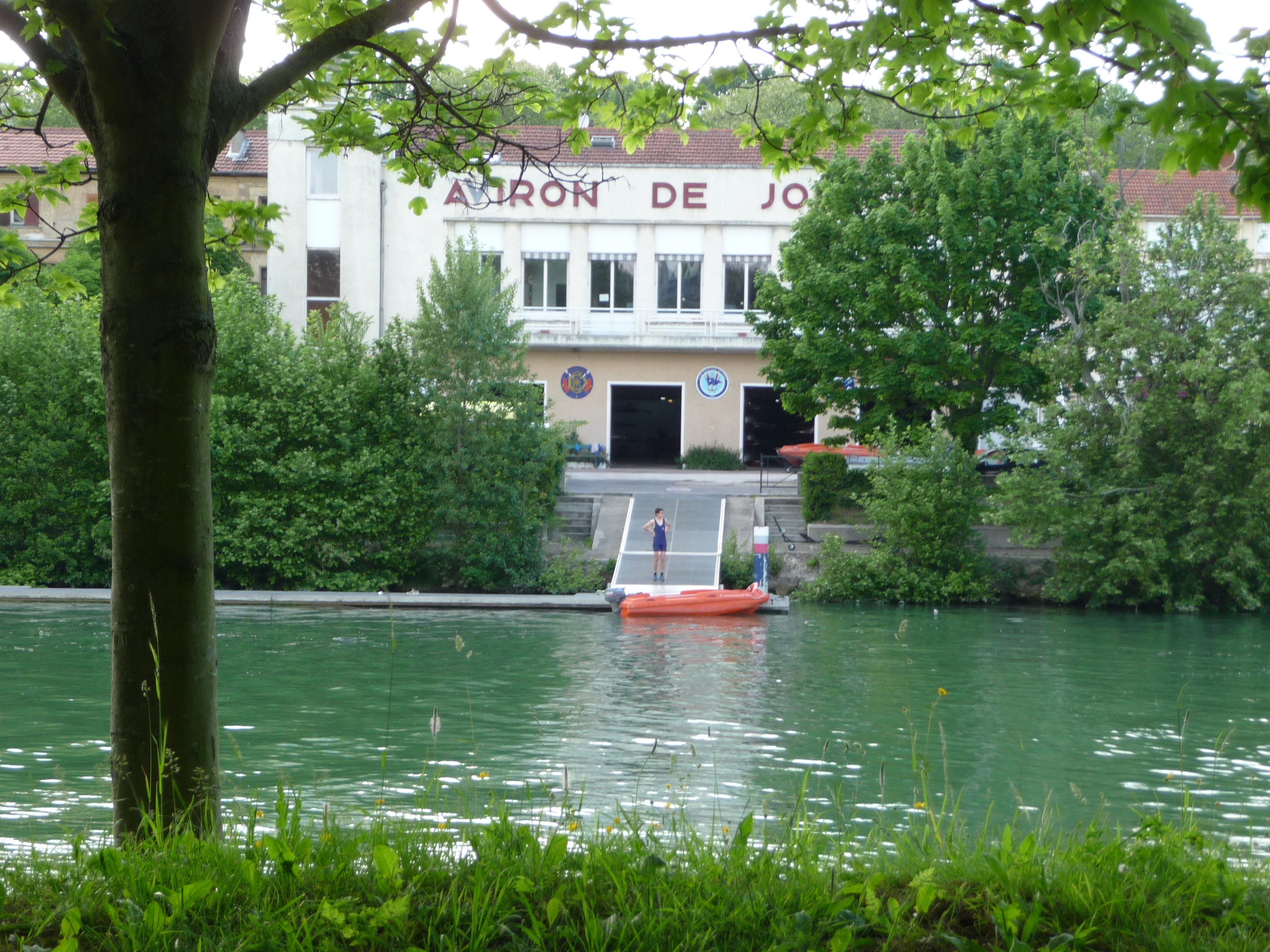
位于茹安维尔勒蓬的马恩河岸

马恩河岸及其露天咖啡馆和岛屿是一个非凡的景点，长期以来一直为寻求风景变化的游客所知。许多流行歌曲曾经颂扬过这些地方的品质：1936年让·加潘（Jean Gabin）演唱的《Quand on promène au bord de l'eau》，让·德雷雅克（Jean Dréjac）于1943年创作的《啊！小白葡萄酒》（Ah！Le Petit Vin Blanc）在战后取得了巨大成功，布维尔（Bourvil）于1953年演唱的《在茹安维尔勒蓬》，以及马塞尔·卡尔内（Marcel Carné）的《诺让，周日的乐园》（Nogent，Eldorado du Dimanche）（1929年）和朱利安·迪维维耶（Julien Duvivier）的《伟大的团队》（别名《他们五个人》）（1936年）等电影。
马恩河谷当代艺术博物馆（MAC/VAL）坚定地致力于现代性，自1950年以来，在塞纳河畔维特里市中心提供了一个10,000平方米的空间，专门用于法国当代艺术。MAC/VAL于2005年11月开业。第二个致力于当代艺术的空间于2014年9月在阿尔福维尔落成：当代艺术中心。
克雷泰伊湖是一个约40公顷的水体，允许帆船运动。这个城市湖泊也是一个重要的自然景观，旨在促进鸟类迁徙。它也是省内最大的水体。马恩河谷也是一片城堡之地。这里有万塞讷城堡和格罗布瓦城堡。
该省还拥有一些小珍珠，如世界上第一个玫瑰园：由朱尔·格拉沃罗（1844-1916）于1894年创建的马恩河谷玫瑰园。
2003年，马恩河谷省的酒店拥有170间四星级客房、2784间三星级客房、3635间二星级客房和1651间二星级以下客房。共有8240间客房，1990年至2003年间增加了56%。

### 建筑
20世纪初的“新”风格的老房子：新诺曼、哥特复兴式、新文艺复兴、新路易十三、新摩尔风格。他们开创了新艺术运动。
粗砂岩房是巴黎郊区的典型建筑。最美丽的新艺术风格建筑是为希望在巴黎周围乡村放松的富有巴黎人建造的。其中一些房屋以熟铁装饰（玻璃屋顶、门、窗等）而知名砖和陶瓷构成了真正的建筑珍品，可以在步行过程中发现，尤其是在马恩河谷省老城区的街道上。

### 自然
马恩河谷省地区高度城市化，但它保留了各种各样的绿地。该省占地245平方公里，拥有2600公顷的绿地和自然区域，即人均22平方米。马恩河谷省拥有约20个此类自然区域，由马恩河谷省总理事会管理。这些自然区域包括省立公园、花园（尤其是马恩河谷玫瑰园）、敏感自然区域和绿道。

## 教育

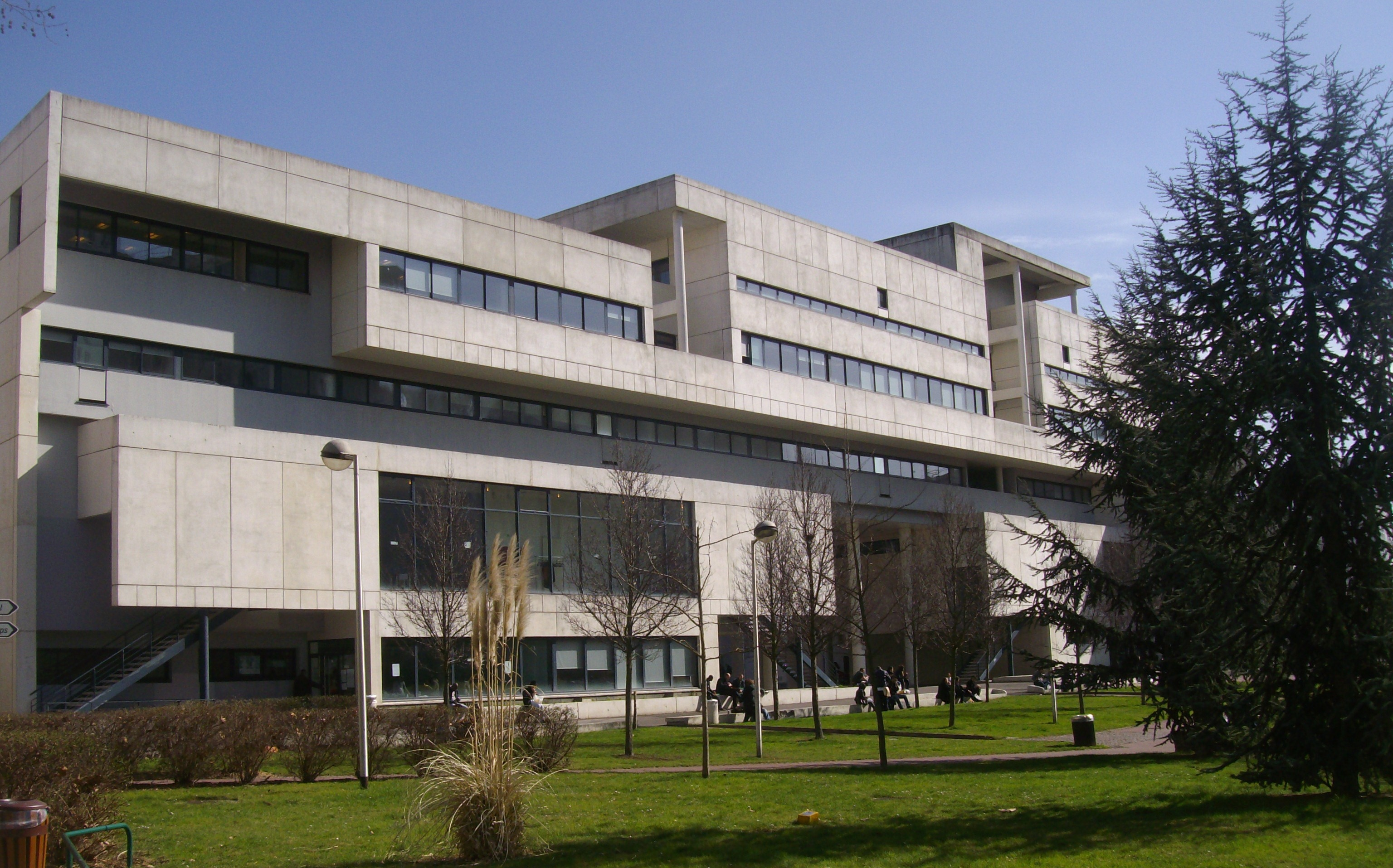
位于马恩河谷省克雷泰伊的巴黎第十二大学

2005-2006年，省内有771所公立学校（325所幼儿园、294所小学、102所中学、48所高中和2所地区特殊教育学校）和94所私立学校（47所学校和47所次级学校）。2005年9月，马恩河谷省的学术监察局招收了252,757名学生。
该省还有一个学术中心：位于克雷泰伊的巴黎第十二大学。大学本科成立于1970年，第一批文学学生于1970年11月15日抵达，1970年3月21日巴黎大学拆分和富尔法成立。这是一个多学科中心。医学在1969年成立的亨利-蒙多大学医疗中心教授。自1972年以来，巴黎城市化研究所一直设在克雷泰伊的巴黎第十二大学。圣莫代福塞欢迎经济和法律专业的学生，但他们在省会建造新的大学校舍后前往克雷泰伊。自2010年1月1日起，巴黎第十二大学采用了巴黎东-克雷泰伊-马恩河谷大学的名称。
关于幼儿，该省从一开始就推动了一项发展幼儿园的公共政策，这标志着马恩河谷省的特殊性。事实上，1967年的决定是继续前塞纳河省推动的部门政策（基本上，托儿所是在市一级管理的）。选择在前塞纳河省的市镇以及前塞纳-瓦兹省的市镇上建造新的市镇，以达成共识，解决该省两部分领土之间的不平衡问题。

## 交通
从历史上看，在1964年创建时，马恩河谷省非常分裂。前塞纳河省的市镇比前塞纳-瓦兹省发展得更好。尽管希望解决这种不平衡，但这条断裂线仍然存在，运输设备也是其特征。
例如，关于公共汽车，有两种类型的运输工具穿过马恩河谷省：RATP穿过前塞纳省的市镇，而私人网络（如马恩和塞纳公共汽车网络）穿过前塞纳-瓦兹省市镇。马恩河谷省的当选官员试图消除这一分歧，他们与公共当局和国家发生了冲突。20世纪80年代找到了一个折衷方案：TVM，马恩河谷快速公交，是巴黎地区总体规划的一部分。这条由RATP运营的公交线路连接各RER车站以及该省的活动和就业区。但TVM证实了这条断裂线，因为它基本上穿过了前塞纳-瓦兹省的城市，这些城市正在经历显著的人口增长，但没有足够的公共交通网络，特别是是在圣乔治新城、瓦朗通、利梅伊-布雷瓦讷或布里地区叙西。

### 铁路
在马恩河谷省，小皇冠地区的货运量最大，圣乔治新城铁路编组站尤其重要。自21世纪初以来，SNCF的政策旨在重组货运部门，并挑战新城的编组活动。圣乔治新城编组站在马恩河谷省景观中具有象征意义和战略意义。这种对铁路货运相关活动的威胁听起来像是对国家和总理事会的否定，它们承诺采用比公路运输污染更少的替代运输。
在省内，90%的货物运输是通过公路进行的，而水路和铁路运输不到10%。这种不均衡更令人惊讶，因为其他铁道线路穿过马恩河谷省：瓦朗通的联合工地、兰日斯的铁路设施或博讷伊港的铁路设施。2007年被纳入奥利-兰日斯-塞纳河-阿蒙（ORSA）国家利益项目（OIN）。
但在2010年4月，政府和SNCF管理层宣布关闭圣乔治新城站点的部分活动，立即开始动员一个集体“保护和发展车场”，由瓦朗通-圣乔治新城负责运输和旅行的总理事会（PCF）主持，并将工会（CGT、CFDT、南部铁道）聚集在一起，环境保护协会（气候行动网络、世界自然基金会等）、政党和铁路工人。他们的联合行动处于两个问题的十字路口：保护就业和保护环境。它显示了一个政治当务之急：经济的生态转型。
目前经过省内的公共交通包括：
- 巴黎地铁：1号线（3站）、7号线（6站）、8号线（9站）、14号线（5站）。
- 法兰西岛大区快铁：A线、B线、C线、D线、E线。
- 法兰西岛有轨电车：T7、T9

该省目前正在实施或研究许多公共交通项目：
- 到2030年，在布里-维利耶-尚皮尼地区的马恩河畔维利耶建立一个新车站
- 延长地铁1号线至万塞讷和丰特奈-苏布瓦
- 延长地铁10号线至伊纳河畔伊夫里
- 新建地铁15号线（共12站），南段从马恩河畔布里到卡尚，东段从丰特奈-苏布瓦到马恩河畔佩勒
- 延长有轨电车T1至丰特奈-苏布瓦
- 缆车线路，从克雷泰伊经瓦朗通通往圣乔治新城

### 公路
除了连接巴黎奥利机场和A6高速公路的A106高速公路外，穿过该省的高速公路还有A4和A86，而A6分为两个分支：A6A和A6B。虽然A4为该省的东北部提供了良好的服务，但东西横向轴线为A86，而南北轴线为A6。
从20世纪60年代到2018年，建立了土地储备，用于修建从A86到A4的高速公路连接线，然后在马恩河畔维利耶和布里地区叙西之间15公里的RD19，称为VDO（东部服务线，有时称为A87）。2018年5月，省长确认最终放弃该项目，并授权对之前冻结的130公顷土地进行城市化。
马恩河谷省有两条高水平的公交线路：
- RATP-TVM线，从圣莫代福塞到弗雷讷，1993年开通
- RATP-393号巴士，布里地区叙西到蒂艾，2011年开通

另外两条BHNS线路正在建设中：
- Altival，连接努瓦西勒格朗和马恩河畔奥梅松；
- 马恩河边缘巴士，位于马恩河畔佩勒。

东TVM线路，从克雷泰伊经茹安维尔勒蓬到马恩河畔布里，于2024年11月取消。

### 水路
塞纳河和马恩河穿过该省，允许驳船运输重型货物。

### 航空
巴黎-奥利机场自1947年向公众开放，是法国第二大机场枢纽，仅次于巴黎夏尔·戴高乐机场，自1950年至1980年代中期首次开放以来，每年有超过21万人次的航班。
机场通过公路和铁路连接，特别是与巴黎的连接。公共交通包括奥利机场巴士Orlybus、Orlyval、Noctilien、地铁14号线和有轨电车7号线。法国7号国道穿过1961年落成的奥利南航站楼。A106高速公路连接机场和A6高速公路。